# Schistochila grossitexta
Schistochila grossitexta là một loài rêu trong họ Schistochilaceae. Loài này được Stephani mô tả khoa học đầu tiên.
Danh pháp khoa học của loài này chưa được làm sáng tỏ. 